# Please Please Me (canción)
«Please Please Me» —en español: «Por favor, compláceme»— es el segundo sencillo lanzado por el grupo de rock The Beatles en el Reino Unido, y el primero publicado en los Estados Unidos. También es el tema que da título a su primer LP, que fue grabado para capitalizar el éxito del sencillo. Era originalmente una composición de John Lennon, aunque su estructura definitiva se vio significativamente influenciada por George Martin.
El 22 de febrero de 1963, la canción alcanzó el n.º 1 en las listas de sencillos del New Musical Express (la tabla de éxitos del momento más reconocida) y del Melody Maker, pero solo llegó el puesto n.º 2 en la lista del Record Retailer, que evolucionaría después en lista oficial del Reino Unido reflejando este último dato.
El sencillo, que se había lanzado inicialmente con «Ask Me Why» en el lado B, no fue muy exitoso en los Estados Unidos, pero cuando se reeditó el 30 de enero de 1964 (esta vez con «From Me to You» en el lado B) alcanzó el n.º 3 en el Hot 100 de Billboard.

## Composición
The Beatles ya habían logrado un modesto éxito con su sencillo debut «Love Me Do», pero fuera de Liverpool y Hamburgo seguían siendo desconocidos. Parte del problema consistió en que a finales de 1962, el grupo había iniciado una última gira en Hamburgo, en ese tiempo, el sencillo «Love Me Do» hizo su aparición en las listas de éxitos británicas, por lo que no estuvieron disponibles para promocionar activamente el sencillo en su tierra de origen. Sin embargo, su productor George Martin sentía que era un inicio prometedor, y decidió seguir adelante con un segundo sencillo. Martin declaró que la versión original del tema era «bastante mala», «demasiado lenta» y, por lo tanto, tenía pocas posibilidades de darle un éxito a la banda; insistía en que mejor deberían editar «How Do You Do It?», una composición de Mitch Murray. Martin pensaba que era la mejor alternativa para conseguir el interés por parte del público. El grupo respondió que sólo estaban interesados en grabar su propio material escrito. McCartney dijo: «Había como una señal en el grupo de que debíamos rechazar 'How Do You Do It?'». Ringo Starr comentó: «Recuerdo que todos nosotros estábamos dispuestos a defender la idea de 'Hemos escrito estas canciones y vamos a trabajar con ellas'.» En última instancia, George Martin seguía apelando a la canción, pero más tarde declaró: «[Yo] todavía habría publicado 'How Do You Do It?' si ellos no me hubieran convencido de escuchar otra versión de 'Please Please Me'.»
Originalmente, «Please Please Me» fue compuesta para el género musical blues, con ritmos demasiados lentos. Al respecto, su autor principal comentó:

«Recuerdo el día en que la escribí (...) Oía a Roy Orbison cantar 'Only the Lonely', o algo así. Y siempre había estado intrigado por el juego de palabras de una canción de Bing Crosby que era: 'Please lend a little ear to my pleas', lo que me interesó en ella fue el doble uso de la palabra please. Así que fue una combinación musical entre Roy Orbison y Bing Crosby».
John Lennon

Originalmente, la canción era vocalmente escasa, no contenía ninguna armonía vocal, y tampoco el intro del solo de armónica. George Martin la escuchó por primera vez en las sesiones de grabación de «Love Me Do», el 11 de septiembre de 1962, y en su opinión le eran necesarios varios ajustes. Martin pidió al grupo que se hicieran cambios importantes en ella, incluyendo aumentar su velocidad. Al momento en que se volvió a interpretar en el estudio el 26 de noviembre de 1962, la canción se había modificado radicalmente, de tal manera que George Martin predijo que la canción sería el primer gran éxito de la banda.

## Grabación

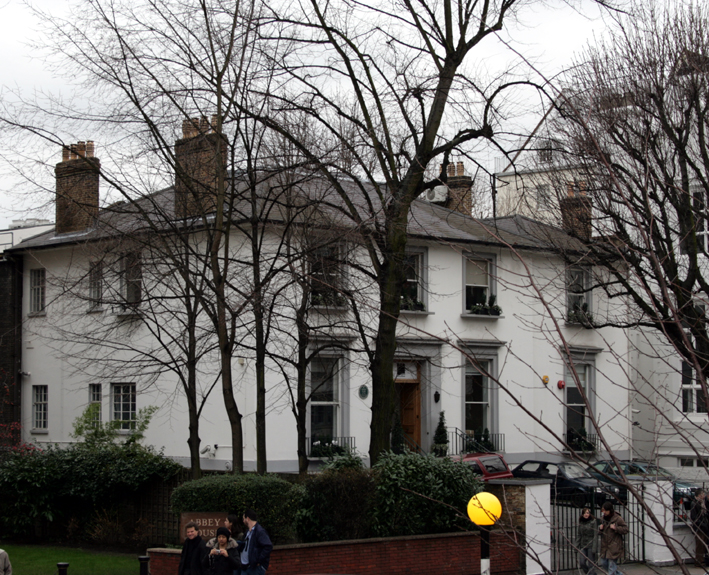
Fotografía de 2007 de los Abbey Road Studios (antiguos EMI Studios), sitio donde se grabó la canción «Please Please Me» en 1962.

La grabación de «Please Please Me» se realizó durante una sesión de tres horas en el estudio dos de EMI, el 26 de noviembre de 1962. El grupo llegó a las 6:00 p. m. al estudio y comenzó a ensayar durante una hora, después iniciaron las grabaciones de la canción. Se grabaron 18 tomas de «Please Please Me», incluyendo doblajes del solo de armónica de John Lennon.
Inicialmente McCartney interpretaba las notas altas, mientras que Lennon se mantenía en la armonía, un truco que la banda aprendió con el éxito de The Everly Brothers «Cathy's Clown», en abril de 1960. McCartney dijo: «Hice el truco de permanecer en la nota alta mientras que las melodías se deslizaban por debajo de ella». Ringo Starr ha afirmado que los períodos de grabación de «Please Please Me» fueron muy diferentes a los de «Love Me Do» en relación con su capacidad musical. El apoyo de los aficionados locales con «Please Please Me» ayudó a que fuera una innovación, especialmente a que The Beatles realizaran sus primeras giras en el Reino Unido y que fueran capaces de aparecer en influyentes programas de televisión nacional como Thank Your Lucky Stars, donde «Please Please Me» fue elegida la única canción que el grupo interpretaría en aquella actuación.
«Please Please Me», junto con las demás canciones originales suyas pertenecientes a su álbum debut, fue acreditada como McCartney—Lennon. Esto cambiaria en los LP posteriores del grupo, en las que fueron acreditadas a Lennon—McCartney.[cita requerida]

## Lanzamiento original estadounidense
Capitol Records, la etiqueta de EMI en los Estados Unidos, recibió la oferta de lanzar «Please Please Me» en los EE. UU., pero la rechazó. Después de varios rechazos de distintas empresas discográficas, la grabación fue ofrecida a Vee-Jay Records, quien finalmente aceptó publicar «Please Please Me» en los Estados Unidos. La fecha exacta del lanzamiento en los EE. UU. se había perdido durante décadas, pero una investigación publicada en 2004 mostró que el sencillo «Please Please Me»/«Ask Me Why» fue publicado por Vee-Jay el 7 de febrero de 1963, un año antes de la primera visita de The Beatles a los Estados Unidos.
Dick Biondi, un disc jockey de la estación WLS en Chicago y amigo del ejecutivo de Vee-Jay Ewart Abner, tocó la canción en la radio, quizás el 8 de febrero de 1963, convirtiéndose así en el primer DJ que tocaba una canción de The Beatles en los Estados Unidos. Art Roberts, el legendario DJ y director musical del momento dijo cómo la grabación fue tocada por primera vez en la estación de radio:

«Déjame que te cuente la historia de 'Please Please Me'. La canción fue lanzada por el sello Vee-Jay. Era una compañía discográfica local de Chicago. El propietario, Ewart Abner, trajo un ejemplar de la grabación a la WLS. Yo era el director musical en ese momento y escuché su historia sobre un grupo, y miré las fotos de unas revistas para adolescentes que trajo de Inglaterra. Pensé, ¿y si este grupo llega a ser tan popular en los Estados Unidos como lo son en Inglaterra y Europa? Así que agregué la grabación en la lista de reproducción».

«Please Please Me» alcanzó el n.º 35 en la lista del «Silver Dollar Survey» el 15 de marzo después de cuatro semanas de estancia. Pero la canción no apareció en ninguna de las principales listas de éxitos estadounidenses.
A los primeros prensados del sencillo de Vee-Jay, se les fue asignado el número de catálogo 498, pero apareció un error tipográfico: el nombre de la banda fue escrito «The Beattles» con dos T. Más tarde, el sencillo fue corregido. Además, a diferencia de la edición británica de Parlophone, la edición de Vee-Jay tenía a los compositores acreditados como «J. Lennon-P. McCartney» en ambos lados. A excepción de Chicago, el sencillo fue un fracaso en todo el país, llegando a vender apenas unos 7.310 ejemplares. Hoy en día, las copias de Vee-Jay 498, ya sea con la ortografía correcta o incorrecta de The Beatles en la etiqueta, son consideradas de colección y muy valiosas.

## Segundo lanzamiento estadounidense
A raíz del crecimiento de popularidad de The Beatles tras el lanzamiento de «I Want to Hold Your Hand» en los Estados Unidos, Vee-Jay reeditó «Please Please Me» cerca del 3 de enero de 1964, después de que videos de The Beatles habían aparecido en un programa de televisión conducido por Jack Paar. Para asegurar el éxito de la reedición, el sello eligió poner a «From Me to You» en el lado B. El nuevo sencillo se publicó con el número de catálogo 581.[cita requerida]
Esta vez, «Please Please Me» fue un gran éxito, en poco tiempo había llegado al puesto n.º 3 del Billboard Hot 100, solo por detrás de «I Want to Hold Your Hand» y «She Loves You». También fue una de las cinco canciones que ocuparon los primeros puestos del Billboard Hot 100, cuando The Beatles ocuparon los primeros cinco lugares de la lista el 4 de abril de 1964.
Debido a que Vee-Jay quería obtener muchas copias del sencillo lo más rápidamente posible, se crearon distintas impresiones sin ninguna uniformidad entre ellas. Como resultado, existen una serie de sencillos con diferentes características en la etiqueta. Algunas de estas tienen añadida una coma en el título de la canción, quedando como «Please, Please Me». Además, algunas copias del sencillo se expidieron con una imagen en la funda. Las primeras copias de promoción tenían una portada especial con la frase «Please Please Me, la grabación que inicia la beatlemania.» El texto de la portada decía que The Beatles tenían programado aparecer en febrero en el The Ed Sullivan Show. Esta funda se considera extremadamente rara.
Al menos 1,1 millones de copias de «Please Please Me» se vendieron por segunda vez. Debido a que Vee-Jay no estaba asociada a la RIAA, el sencillo no pudo ser certificado como Oro.[cita requerida]

## Significado de la letra
Sobre el significado de la letra de la canción, algunos la vieron como más atrevida de lo que al principio parecía. Para el crítico musical Robert Christgau, ciertas frases se referían claramente al sexo oral, especialmente el verso «You don't need me to show the way, love» («No me necesitas para mostrarte el camino, mi amor») y el verso «Please please me, oh yeah, like I please you» («Compláceme, oh, sí, como yo te complazco a ti»). Lo mismo opinó Tim Riley, que la llamó «la primera canción pop sobre el sexo oral». Sin embargo, aunque Lennon habría de deslizar a menudo insinuaciones sexuales en sus canciones posteriores como «Happiness is a Warm Gun», parece que aquí no fue de forma voluntaria. Los Beatles en todos los casos siempre negaron este sentido. El periodista Steve Turner, al igual que otros críticos, lo vieron simplemente como una celebración de la igualdad para el placer sexual.

## En directo
«Please Please Me» debutó en directo en una actuación del grupo en octubre de 1962.[cita requerida] Después, la tocaron en muchos de los conciertos celebrados en las diferentes giras que hicieron en 1963 y 1964. A partir de 1965 ya no se la incluyó en el repertorio en directo del grupo.
Paul McCartney recuperó la canción en 2005 para su gira The 'US' Tour, 41 años después de haberse tocado por última vez en un concierto de los Beatles. Después de esa gira no la volvió a interpretar más.

## Reconocimientos
La información respecto a los reconocimientos atribuidos a «Please Please Me» está adaptada de AcclaimedMusic.net
| Publicación                      | País           | Lista                                                           | Año  | Posición |
| -------------------------------- | -------------- | --------------------------------------------------------------- | ---- | -------- |
| Bruce Pollock                    | Estados Unidos | Las 7.500 canciones más importantes de los años 1944-2000       | 2005 | *        |
| Paul Williams                    | Estados Unidos | Rock and roll: Los 100 mejores sencillos de todos los tiempos   | 1993 | *        |
| Rolling Stone                    | Estados Unidos | Las 500 mejores canciones de todos los tiempos                  | 2004 | 184      |
| Rolling Stone                    | Estados Unidos | Las 500 mejores canciones de todos los tiempos (lista revisada) | 2010 | 186      |
| Spin                             | Estados Unidos | Los 100 sencillos más grandes de toda la historia               | 1989 | 93       |
| Stephen Spignesi y Michael Lewis | Estados Unidos | Las 100 canciones más grandes de The Beatles                    | 2004 | 71       |
| Mojo                             | Reino Unido    | Las 101 mejores canciones de The Beatles                        | 2006 | 24       |
| Uncut                            | Reino Unido    | Las 50 canciones más grandes de The Beatles                     | 2001 | 48       |
| Toby Creswell                    | Australia      | 1001 canciones                                                  | 2005 | *        |

(*) listas designadas sin un orden establecido.

## Personal
El personal utilizado en la grabación de la canción fue el siguiente:
The Beatles
- John Lennon – voz principal, guitarra acústica (Gibson J-160e enchufada), armónica (Höhner Chromatic).
- Paul McCartney – voz principal, bajo (Höfner 500/1 61´).
- George Harrison – coros, guitarra eléctrica (Gretsch Duo Jet).
- Ringo Starr – batería (Premier Duroplastic Mahoganny).

Equipo de producción
- George Martin – producción
- Norman Smith – ingeniería de sonido

## Posición en las listas
| Año  | País           | Lista               | Posición | Semanas n.º 1 | Semanas en lista |
| ---- | -------------- | ------------------- | -------- | ------------- | ---------------- |
| 1963 | Reino Unido    | Record Retailer     | 2        | —             | 18               |
| 1963 | Reino Unido    | New Musical Express | 1        | 2             |                  |
| 1963 | Reino Unido    | Melody Maker        | 1        | 2             | 18               |
| 1964 | Estados Unidos | Billboard Hot 100   | 3        | —             | 13               |
| 1964 | Estados Unidos | Record World        | 3        | —             |                  |
| 1964 | Estados Unidos | Cash Box            | 3        | —             |                  |